# しあわせカモン
『しあわせカモン』は、2009年（平成21年）公開の日本映画。
シンガーソングライター・松本哲也の自叙伝『空白』を基に、松本哲也と母・扶美江をモデルにした映画。
当初は岩手県のみで1週間しか公開されていなかったお蔵入り作品だったが、「お蔵出し映画祭2011」でグランプリを受賞して、2013年1月26日より東京都内での劇場正式公開が決定した。

## ストーリー
1970年代、岩手県水沢市。「私、しあわせになりたいの」——少女の頃からそう願い続けてきた扶美江（鈴木砂羽）は、夜の世界で働くようになり、ヤクザの哲夫（今井雅之）と結婚した。やがて息子を授かり、哲也と名付けて溺愛するが、荒れた暮らしをおくるうちに覚醒剤に溺れていく。気づくと扶美江は中毒患者として病院のベッドの上にいた……。
ほどなく退院した扶美江は、父親の説得により哲也（幼少・高橋至恩）を連れて実家に戻るものの、禁断症状が出てふたたび入院することに。そして児童相談所の指示により、哲也は児童養護施設に預けられ、小学校卒業まで母子は離れて生活することになった。孤独な日々の中で、哲也は施設の職員が弾くギターに心を奪われる。一方、扶美江のもとには、刑務所にいる哲夫から離婚届の用紙が届く。寂しさのあまり断ち切っていた覚醒剤に手を伸ばしかけた扶美江は、直前のところで勤務先のスナックで知り合った秀行（三浦誠己）に止められる。秀行もまた薬物中毒に苦しんだ過去の持ち主だった。
春になり、ついに母子一緒に暮らせる日がやって来た。宝物の中古のギターを抱え、期待に胸を膨らませて扶美江のアパートを訪れる哲也（学生・高橋賢人）。しかしそこで目にしたのは、新しい男・秀行にしなだれかかる母の姿だった。毎晩、派手な格好で仕事に出かけ、酔っ払って帰ってくる扶美江に落胆した哲也は、非行を繰り返すようになり、ついに傷害事件を起こして教護院に送られてしまう。そしてそんな時でも気丈に振る舞う扶美江に、「母親ヅラするな」「邪魔なら最初から生まなきゃよかった」などと言い放つのだった。
ふたたび離ればなれになった母子。哲也が起こした事件で多額の罰金を払った扶美江は秀行と別れ、ひとりの生活に戻る。その頃、哲也は教護院で音楽教師の堀江（沢田亜矢子）から特技のギターを褒められ、ミュージシャンになる夢をあたため始めていた。やがて中学卒業と同時に東京の中華料理店に就職が決まった哲也は、上京して夢を追うことを決意する。
季節は過ぎ、扶美江は孤独に打ちのめされながらも、東京で音楽に打ち込む哲也（成人・石垣佑磨）からの便りを心の支えに、必死に生活を立て直そうとしていた。母子の間のわだかまりはゆっくりと溶け始め、そしていよいよ哲也がデビューするという知らせが届く。「もう少ししたらもっと売れるから」「母さんをしあわせにするから」という哲也の言葉に、しあわせを噛みしめる扶美江。しかし長年の薬物依存の影響で、扶美江の体と心は少しずつ衰弱していた……。

## キャスト
- 松本扶美江（哲也の母）：鈴木砂羽
- 松本哲也（現在）：石垣佑磨
- 松本哲也（中学生時代）：高橋賢人
- 松本哲也（子供時代）：高橋至恩
- 高野医師（精神科医）：大和田伸也
- スナック常連客・川村：丹波義隆
- 堀江通代：沢田亜矢子
- 松本哲夫（哲也の父）：今井雅之
- 吉田先生（教護院担任）：浅野和之
- 哲也の祖父：大石吾朗
- 哲也の祖母：風祭ゆき
- 同棲の男：三浦誠己
- スナックのママ：安達有里
- 看護婦：清心
- 大洋学園の中村先生：松本哲也

## スタッフ
- 監督・脚本：中村大哉
- 助監督：管公平
- 製作総指揮：石田裕一郎
- エグゼクティブプロデューサー：恩田真弓
- プロデューサー：宮川健治、首藤行景
- 撮影監督：山本圭昭
- 美術：高橋俊秋
- 制作担当：前橋浩一
- 後援：岩手県
- 協力：ジェイアール東日本企画
- 製作：株式会社アルファコア

## 主題歌
- 「ユキヤナギ」（松本哲也）